# Арсенал (Тиват)
«Арсенал» (чорн. Fudbalski klub Arsenal Tivat) — чорногорський футбольний клуб з міста Тиват. Клуб був заснований у 1914 році, та грає у Першій лізі Чорногорії.

## Історія

### 1914—1940 роки
Клуб «Арсенал» з Тивата був заснований у 1914 році, та є другим за віком клубом у країні, після клубу «Ловчен», який був заснований на рік раніше. Клуб спочатку грав під назвою як «Ор'єн». У 1930 році команда була об'єднана з іншим клубом з Тивата — «Зринськи». Після об'єднання команда почала виступати під новою назвою «Арсенал». Назва походить від сусіднього військово-морського ремонтного підприємства «МРТЗ Сава Ковачевич», відомого в місті за назвою «Арсенал». «Арсенал» досяг найбільших успіхів в історії в період між 1925 і 1940 роками. Команда з Тивата в той час брала участь у регіональному чемпіонаті Чорногорії з футболу, а найбільший успіх команди був у сезоні 1937 року, коли вона здобула титул чемпіона Чорногорії. «Арсенал» став єдиним клубом не з Подгориці та Цетинє, який виграв титул чемпіона Чорногорії в період між 1925 і 1940 роками.

### 1945—2006 роки
Після Другої світової війни «Арсенал» зіграв у першому сезоні Республіканської ліги Чорногорії (1946 рік) разом з «Будучностю», «Ловченом» і «Сутьєскою». Клуб отримав підвищення до другої югославської ліги (зона B), дебютувавши в ній у сезоні 1955—1956 років. Команда 3 роки грала в другій лізі, а після сезону 1957—1958 вилетіла до республіканської ліги.
Більшість сезонів у період між 1958 і 2006 роками «Арсенал» провів у республіканській лізі Чорногорії, з другим місцем у сезоні 1958—1959 років як найбільшим успіхом. Протягом 1980-х і 1990-х років «Арсенал» виховав багато талановитих гравців. Його молодіжна команда, до якої увійшло покоління гравців 1971–72 років народження, вважається в клубі найталановитішою. Її тренували Радован Вукотич і Златко Вуксанович, і вони виховали таких гравців, як Івиця Краль (грав за «Партизан», «Порту» та ПСВ), Желько Бузич («Хайдук» Кула), Славен Борович («Чукарички») та Зоран Вуксанович («Раднички» Ниш і «Хайдук» Кула).

### З 2006 року
Після здобуття Чорногорією незалежності «Арсенал» розпочав виступи в другій лізі Чорногорії в її першому сезоні (2006—2007 роки). «Арсенал» провів загалом 10 сезонів у другій лізі, часто вилітаючи в третю лігу Чорногорії. За цей період «Арсенал» тричі вигравав Кубок Південного регіону (2009, 2010, 2011 роки). У сезоні 2021—2022 «Арсенал» посів друге місце у другій лізі Чорногорії, після чого переміг клуб «Подгориця» в плей-офф, і вперше в історії вийшов до Першої ліги Чорногорії.
У своєму першому сезоні в найвищому чорногорському дивізіоні «Арсенал» зайняв 3-тє місце, а також вийшов до фіналу Кубка Чорногорії, у якому поступився клубу «Сутьєска». У другому сезоні в найвищому дивізіоні клуб зайняв 3-тє місце.

## Виступи в єврокубках
У сезоні 2023—2024 років «Арсенал» грав у Лізі конференцій УЄФА, де в першому кваліфікаційному раунді поступився вірменському клубу «Алашкерт» за сумою двох матчів (1-1 і 1-6).

## Стадіон
Клуб «Арсенал» грає на «Стадіон у парку» в Тиваті, поблизу порту «Порто Монтенегро Марина», який раніше був військово-морським ремонтним підприємством «МРТЗ Сава Ковачевич», відомому як «Арсенал», на честь якого і був названий клуб. Місткість стадіону — 2000 місць на одній трибуні, і це не відповідає стандартам УЄФА для європейських змагань.

## Титули
- Переможець регіонального чемпіонату Чорногорії (1): 1937
- Фіналіст Кубка Чорногорії (1): 2022–2023